# Josip Čilić
Josip Čilić (19. ožujka 1953.), bio je hrvatski bosanskohercegovački nogometaš.

## Karijera
U Željezničaru od sezone 1977./78. do 1985. godine. Sa Željezničarom igrao finale Kupa Jugoslavije 1980./81. i došao do polufinala Kupa UEFA 1984./85.